# La Grotte
La Grotte est une pièce de théâtre en deux actes de Jean Anouilh, écrite en 1958 et créée au Théâtre Montparnasse-Gaston Baty (Paris) le 5 octobre 1961 dans une mise en scène de Roland Piétri et de l'auteur lui-même et des décors et costumes de Jean-Denis Malclès.
Elle fait partie des Nouvelles pièces grinçantes avec L'Hurluberlu ou le Réactionnaire amoureux (1957), L'Orchestre (1962), Le Boulanger, la Boulangère et le Petit Mitron (1968) et Les Poissons rouges ou Mon père ce héros (1968).

## Résumé
« Cette comédie évoque l'atmosphère 1910. La Grotte, ce sont l'office et la cuisine, dans une maison de maîtres, centres de l'amertume et de la rancœur et de la détestation de l'inférieur envers le supérieur ce qui peut, d'ailleurs, être une source de comique »
—Interview accordée à La Gazette de Lausanne, le 4 mars 1961, par Jean Anouilh.

## Distribution originale
- Jean Le Poulain : l'auteur
- Marcel Cuvelier : le comte
- Martine Sarcey : la comtesse
- Alain Leroy : le baron Jules
- Anne Guérini : la baronne Jules
- Jean Signé : le séminariste
- Christian Lude : le commissaire
- Henry Gaultier : le père Romain, maître d'hôtel
- Lila Kedrova : Marie-Jeanne, cuisinière
- Marcel Pérès : Léon, cocher
- Pascal Mazzotti : Marcel, valet de chambre
- Anne Vartel : Hugueline, femme de chambre
- Huguette Hue : Adèle, fille de cuisine
- Pierre Pernet : Alexis, aide de cuisine
- Bernard Pisani : l'aîné des enfants